# 鹿児島県総合教育センター
鹿児島県総合教育センター（かごしまけんそうごうきょういくセンター、英称：Kagoshima Prefectural Institute For Education Research）は、鹿児島県鹿児島市宮之浦町にある教育に関する研究及び教育関係職員の研修を行う機関である。

## 概要
鹿児島県総合教育センターは鹿児島県における教育の充実及び振興を図ることを目的として設置され、1986年前身の鹿児島県教育センターを改称して現在の名称となる。

## 所在地
- 鹿児島県総合教育センター - 鹿児島県鹿児島市宮之浦町862

## 事業
事業内容は下記の通りである。
1. 教育に関する専門的，技術的事項の調査研究に関すること
2. 教育関係職員の研修に関すること
3. 特別支援教育に関すること
4. 情報処理教育に関すること
5. 教育相談に関すること
6. 教育に関する図書及び資料の収集及び活用に関すること
7. その他必要な事業

## 沿革
- 1951年（昭和26年）4月 鹿児島県教育研修所発足
- 1953年（昭和28年）4月 鹿児島県教育研究所発足
- 1968年（昭和43年）11月 鹿児島県教育センター設置条例の施行により鹿児島県教育センター開所
- 1986年（昭和61年）4月 条例改正により鹿児島県総合教育センターと改称

## 組織
- 企画課
  - 企画係
- 教職研修課
  - 教職研修係
- 教科教育研修課
  - 義務教育研修係
  - 高校教育研修係
- 情報教育研修課
  - 情報教育研修係
- 特別支援教育研修課
  - 特別支援教育研修係
- 教育相談課
  - 教育相談係